# Protacio Gungon
Protacio G. Gungon  (* 19. Juni 1925 in Santa Maria; † 26. April 2014) war ein philippinischer Geistlicher und römisch-katholischer Bischof von Antipolo.

## Leben
Protacio Gungon studierte Philosophie und Theologie an der Päpstlichen Universität des heiligen Thomas von Aquin in Manila (1946–1952) und Soziologie an der Fordham University in New York City (1955–1957). Er empfing am 29. März 1952 die Priesterweihe und war im Erzbistum Manila tätig. Von 1978 bis 1980 war er Rektor des San Carlos Seminary.
Papst Paul VI. ernannte ihn am 8. Juli 1977 zum Weihbischof in Manila und Titularbischof von Obba. Der Apostolische Nuntius der Philippinen, Bruno Torpigliani, spendete ihm am 24. August desselben Jahres die Bischofsweihe; Mitkonsekratoren waren Amado Paulino y Hernandez, Weihbischof in Manila, Oscar V. Cruz, Weihbischof in Manila, Ricardo Jamin Vidal, Erzbischof von Lipa, und Pedro Bantigue y Natividad, Bischof von San Pablo.
Am 24. Januar 1983 wurde er durch Papst Johannes Paul II. zum ersten Bischof von Antipolo ernannt. 1993 führte er die erste Diözesansynode durch. Er war Vorsitzender der bischöflichen Kommission für den Klerus sowie Mitglied der bischöflichen Kommission für nationale Soziale Aktion der Philippinischen Bischofskonferenz.
Am 18. Oktober 2001 nahm Papst Johannes Paul II. seinen altersbedingten Rücktritt an.